# The Matrix Online
The Matrix Online — это MMORPG в стиле киберпанк, которая создавалась студией Monolith Productions совместно с братьями Вачовски. Игра является каноничным продолжением франшизы «Матрица». Создавая эту игру, Вачовски дали возможность фанатам «самим продолжить историю». Закрытый бета-тест начался в июне 2004 для предзаказавших игру. В США релиз состоялся 22 марта 2005, в Европе 15 апреля 2005. Серверы игры были отключены Sony Online Entertainment 1 августа 2009 вследствие нерентабельности.
Ubisoft отозвала решение о соиздательстве игры, чуть ранее отменив также и другие MMORPG проекты. Ubisoft и Warner Bros. заявили, что это не окажет негативного влияния на их партнерство. В то время были сомнения в целесообразности проекта вследствие низких сборов сиквелов Матрицы, а также перенасыщенности рынка MMORPG.

## Игровой процесс
Игра начинается с создания игрового персонажа, находящегося в Матрице и теперь получившего возможность выйти из Матрицы. После создания персонажа игрок выбирает между синей и красной таблетками, затем проходит начальное обучение игровой механике, умениям и бою. Затем ему предоставляется полная свобода действий в крупнейшем городе Матрицы, поделённом на множество районов — Мегасити.

### Боевая система
Бой поделен на дальний и ближний. В первом соответственно возможно применение любого огнестрельного оружия, во втором — только ближний бой в слоу-мо. Количество патронов в магазине любого оружия бесконечно большое, запас метательных ножей также неограничен.

### Классы
В игре уникальная система классов. Игроки могут создавать свои умения или «покупать» их при наличии достаточного количества памяти. Впоследствии можно переучиться. Все это создает очень гибкую систему для развития и «мультиклассовости».
Три основных класса: Программист, Хакер и Оперативник — соответствуют магу, крафтеру и воину. Программист создает программу-симулятор, которая бьется за него. Хакеры ломают код Матрицы, чтобы усилить и вылечить друзей или наносить урон врагам на расстоянии. Оперативник сражается непосредственно с врагами: Боевик предпочитает рукопашный бой, Солдат — огнестрельное оружие, Шпион — ближний бой, скрытность и атаку метательными ножами.
На максимальном уровне доступен 21 подкласс.

### Система миссий и фракций
После прохождения обучающей миссии игрок волен выбирать из 3 основных фракций в игре — Зион, Машины и Меровингиане. При выполнении миссий за выбранную фракцию он продвигается по внутренней иерархии, но одновременно ухудшаются его отношения с 2 другими фракциями.
- Зион — последний город людей, спрятанный глубоко под землей, откуда они делают вылазки на своих кораблях с целью поиска и спасения потенциальных «отказчиков».
- Машины сохраняют покой и порядок в Матрице. Для них являются критически важными жизни людей, ещё подключенных к ней. После установления шаткого перемирия с людьми Машины позволяют «отказчикам» беспрепятственно отключаться от системы и проникать в неё через «пиратские» терминалы кораблей Зиона. Однако после нарушения перемирия людьми из-за постройки второго Зиона на поверхности это правило было отменено.
- Меровингиане — люди, которые работают на Меровингена. Их не слишком волнует конфликт между машинами и людьми. Они могут действовать тогда и там, где это выгодно им или их «фирме». Они единственные, кто защищает программы-«изгои», всё ещё живущих внутри Матрицы.

Есть также две дополнительные стороны:
- E Pluribus Neo: Движение, возглавляемое Кидом (герой Аниматрицы, а также второго и третьего фильмов), стремится освободить всех, подключённых к Матрице, чего бы это им не стоило. Они ведут войну против машин и всех, кто с ними сотрудничает. В движении есть два крыла: умеренное (за мирный вывод людей из Матрицы) и радикальное (за полное уничтожение Матрицы и подключённых к ней).
- Сайфериты: Эти лица во главе с Криптосом следуют философии Сайфера «счастье в неведении» и стремятся обратно подключиться к Матрице. Они не смирились с гибелью своего идола и решили отомстить и самому Зиону, и всем, кто его защищает. Их главным врагом являются люди Кида.

## Основной сюжет
Игра начинается спустя некоторое время после заключения перемирия между Зионом и 01. Несмотря на перемирие, многие «отказчики» не могут до конца смириться с продолжением существования Матрицы. Пока машины продолжают поддерживать покой и порядок, люди втайне строят второй Зион на поверхности планеты, тем самым нарушая перемирие. Морфеус, ранее ведомый целью уничтожения Матрицы и освобождения людей, теперь пытается найти способ вернуть людям останки Нео и производит ряд терактов внутри Матрицы, за что в конечном итоге погибает от рук неизвестной программы.
Проведя расследование, Ниобе узнаёт, что убийца является самостоятельным порождением Матрицы, созданным независимо от Архитектора или Пифии. Ликвидировав убийцу, Ниобе вместе с командой Анома нападает на след программ-отступников, которые не подчиняются ни Главному Компьютеру, ни Меровингену. Эти программы хотят выбраться в реальный мир посредством «вселения» в группу отключённых Охотников, предлагая свою помощь в постройке и обороне второго Зиона, а также указывают на кейс с так называемыми «чит-кодами», которые даруют своим владельцам невероятные способности.
После получения кейса Аном убивает Ниобе и присваивает кейс. В Матрице воцаряется хаос: начинаются беспорядки и жестокие расправы над «подключёнными» и «отказчиками». Однако вскоре Агенты нового поколения выслеживают Анома с соратниками и уничтожают нарушителей.
Тем временем, внутри Матрицы формируются альянсы сайферитов и сторонников Кида. Машины узнают о создании второго Зиона и направляют свои войска на его уничтожение, аннулируя договор о перемирии. Происходит возвращение к цикличной модели обновления Матрицы, а «отказчики» объявляются опасными для системы элементами; люди вновь уходят под землю.
После разрушения второго Зиона внутри Матрицы образуется программный конфликт, высвобождающий двух Первосозданных, приносящих своими действиями дисбаланс в уравнении Матрицы. За происходящим наблюдает Архитектор, чувствующий влияние изменений, привнесённых в систему Пифией и Нео. Внутри Матрицы появляются люди, способные непреднамеренно искажать и разрушать элементы симуляции.
Вскоре в Матрице объявляется Призрак — бывший соратник Ниобе, ищущий людей, искажающих Матрицу. Во время одной из системных ошибок, вызванной «одарённой» девушкой Сарой Эдмонтонс (англ. Sarah Edmontons, анаграмма от Thomas Anderson), Призрак попадает за пределы симуляции, где видит образы Нео и Тринити, ведущих между собой диалог.

## Серверы
На момент запуска существовало более 10 серверов, но при переходе от Monolith Productions к Sony Online Entertainment в августе 2005 их количество было уменьшено до 3.
- Syntax: неофициальный RP сервер составленный из Linenoise, Proxy и Output.
- Recursion: ПВЕ сервер, составленный из Method, Regression и Iterator servers.
- Vector: единственный ПВП сервер после объединения. Составлен из Enumerator, Heuristic и Input.

## Закрытие
Sony Online Entertainment решили закрыть игру в июне 2009, серверы были отключены в 00:00 01 августа 2009.
В качестве финального игрового события разработчики планировали некий глобальный апокалипсис, но из-за лагов он не состоялся. Игрокам подняли силу и уровень: так, на PVP-сервере любой игрок «убивался» с одного удара.

## Отзывы
| Сводный рейтинг | Сводный рейтинг |
| Агрегатор       | Оценка          |
| --------------- | --------------- |
| GameRankings    | 68,42 %         |